# Nucleoside ossidasi (formante perossido di idrogeno)
La nucleoside ossidasi (formante perossido di idrogeno) è un enzima appartenente alla classe delle ossidoreduttasi, che catalizza la seguente reazione:
adenosina + 2 O2 ⇄ 9-riburonosiladenina + 2 H2O2;;(1a) adenosina + O2 ⇄ 5′-deidroadenosina + H2O2;;(1b) 5′-deidroadenosina + O2 ⇄ 9-riburonosiladenina + H2O2
L'enzima è una flavoproteina (FAD), contenente l'eme. I nucleosidi purinici e pirimidinici (così come i 2′-deossinucleosidi e arabinosidi) vengono utilizzati come substrati, mentre il ribosio ed i nucleotidi non sono substrati. L'intera reazione avviene in due reazioni separate, con il 5′-deidronucleoside rilasciato dall'enzima per essere utilizzato come substrato nella seconda reazione. Questo enzima differisce dalla nucleoside ossidasi, poiché produce perossido di idrogeno anziché acqua.